# Koloss des Nero

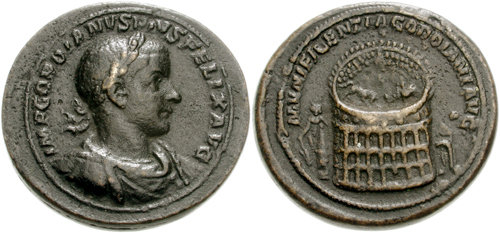
Der Koloss links neben dem Kolosseum auf einem Medaillon des Alexander Severus

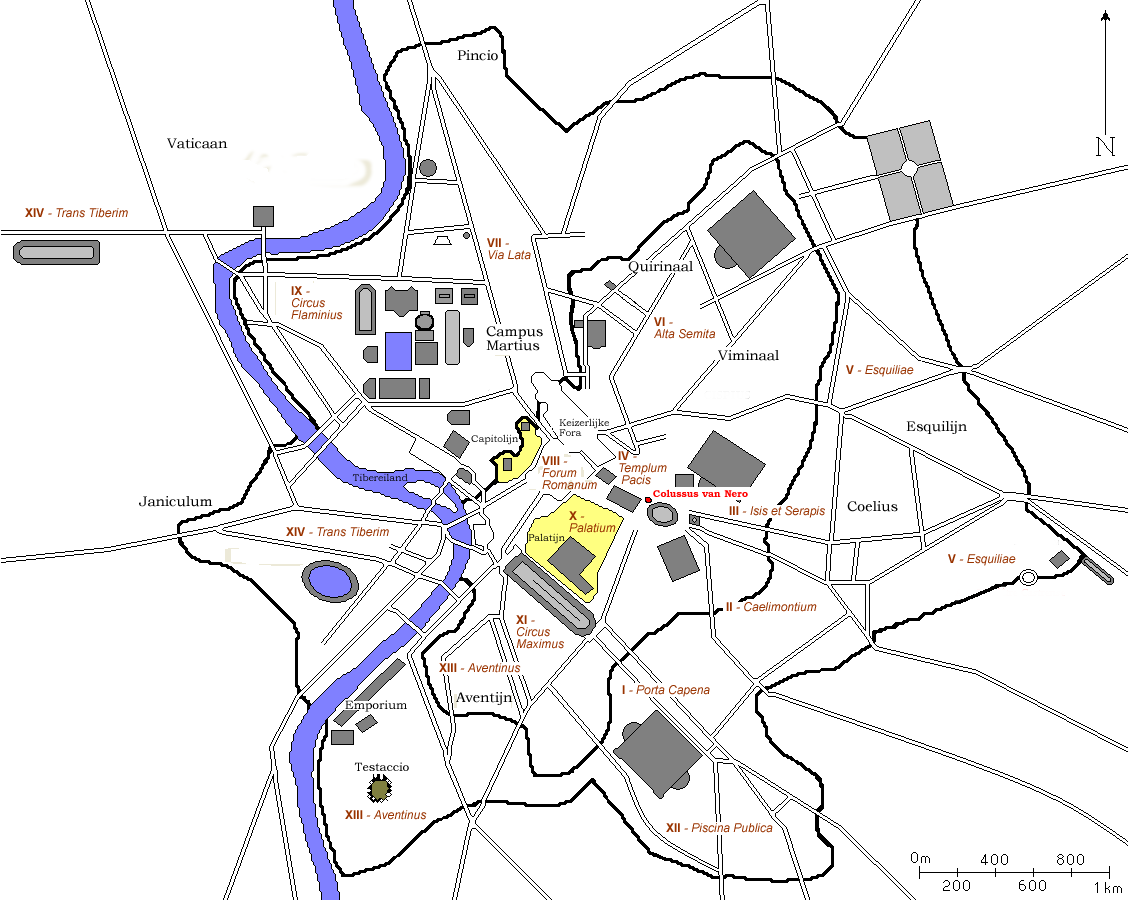
Standort des Kolosses neben dem Kolosseum

Der Koloss des Nero (lateinisch Colossus Neronis) war eine große Bronzestatue des römischen Kaisers Nero, die er in der Eingangshalle seines Palastes, der Domus Aurea in Rom aufstellen ließ. Sie soll 119 oder 120 Fuß hoch gewesen sein (etwa 35 m) und geschaffen von dem Bildhauer und Bronzegießer Zenodoros. Vorbild war der etwa gleich große, in hellenistischer Zeit um 290 v. Chr. fertiggestellte und zu den Sieben Weltwundern zählende Koloss von Rhodos mit einer Höhe zwischen 32 und 36 Meter.

## Umgestaltungen

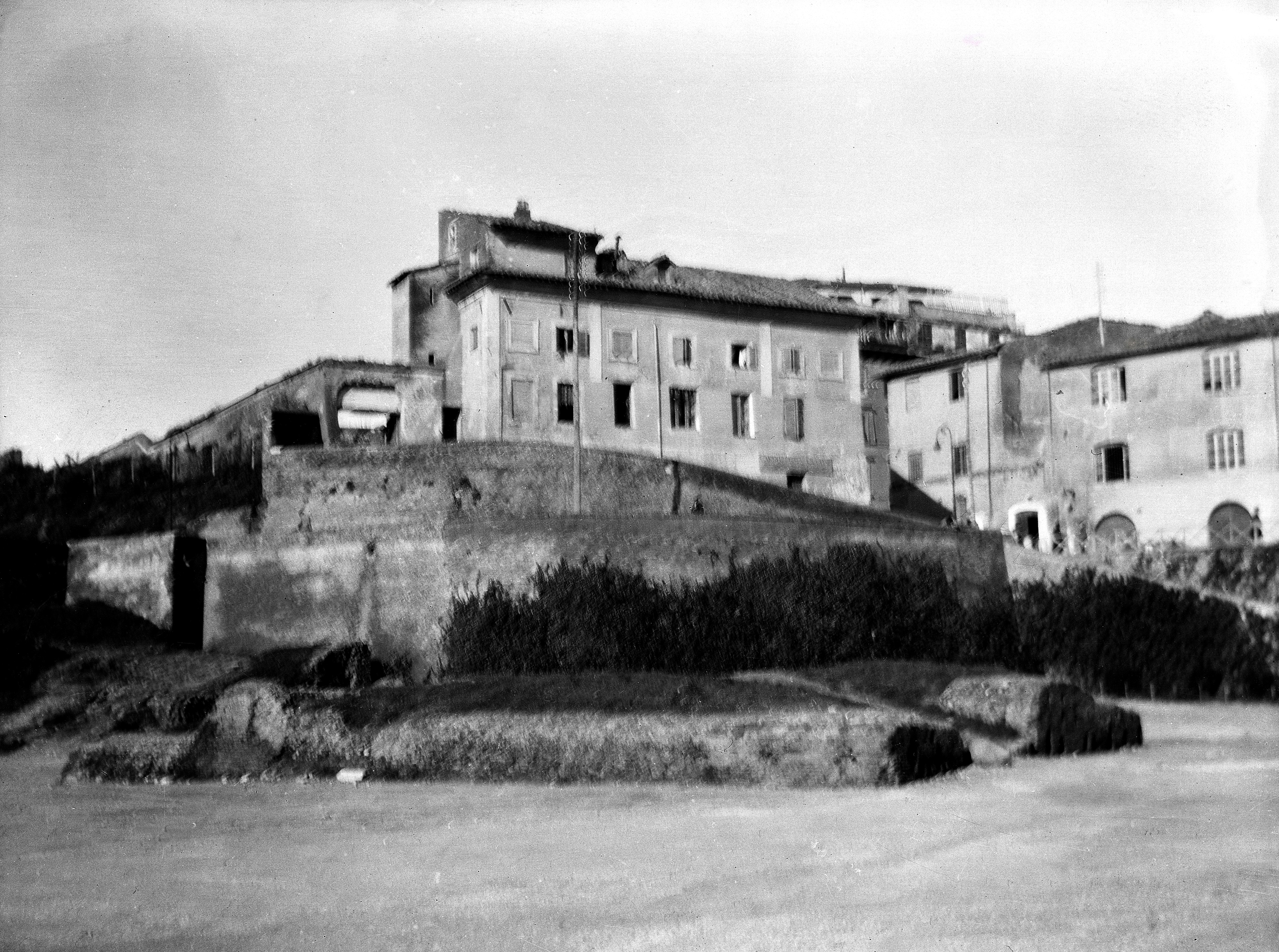
Basis des Kolosses vor ihrer Zerstörung

Nach dem Tod Neros im Jahr 68 wurde die Statue, da sich seine Nachfolger von ihm zu distanzieren versuchten, als Sonnengott Sol umgestaltet und unter Hadrian versetzt, wozu der Architekt oder Ingenieur Decrianus angeblich 24 Elefanten benötigte. Sie stand fortan auf dem Platz vor dem großen Amphitheater, das die flavischen Kaiser an Stelle eines Teils der Domus Aurea errichten ließen. Vermutlich leitet sich von diesem Koloss die spätere Bezeichnung Kolosseum für das Flavische Amphitheater ab.
Commodus ließ den Koloss in eine Statue des Hercules mit seinen Gesichtszügen umgestalten. Sie wurde nach seinem Tod wieder als Sonnengott gestaltet.

## Verfall
Der Zeitpunkt der Zerstörung der Statue ist unbekannt. Der gewaltige Sockel der Statue, ein Quadrat von acht Meter Seitenlänge, war noch Mitte der 1930er Jahre zu sehen. Benito Mussolini ließ ihn 1936 abtragen, da er der Anlage der Via dei Fori Imperiali durch den Konstantinsbogen im Weg war. Der Ort, an dem die Basis stand, ist im Pflaster neben dem Kolosseum durch eine quadratische Rasenfläche markiert.